# Sebastián de Llanos y Valdés

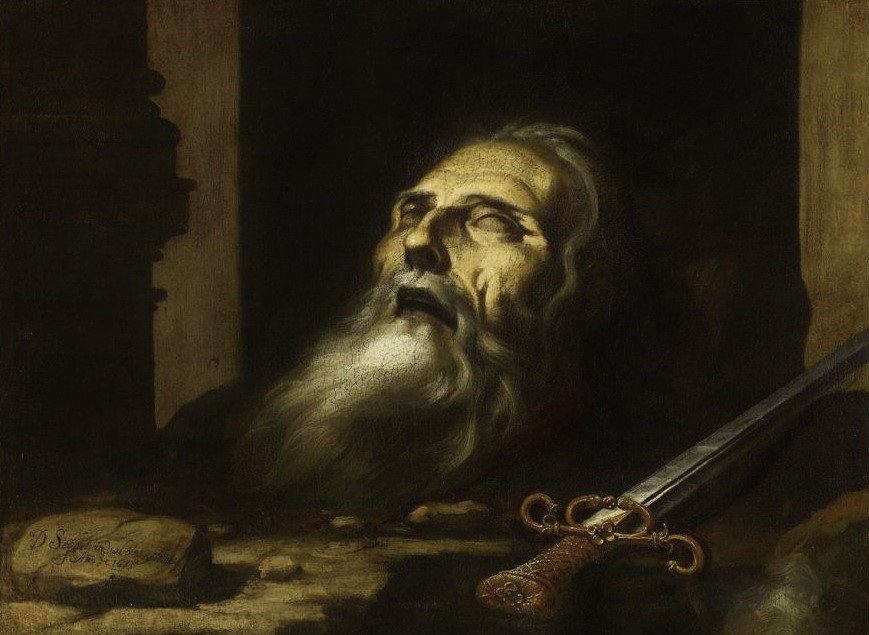
Cabeza cortada de un santo mártir, óleo sobre lienzo,, París, Museo del Louvre.

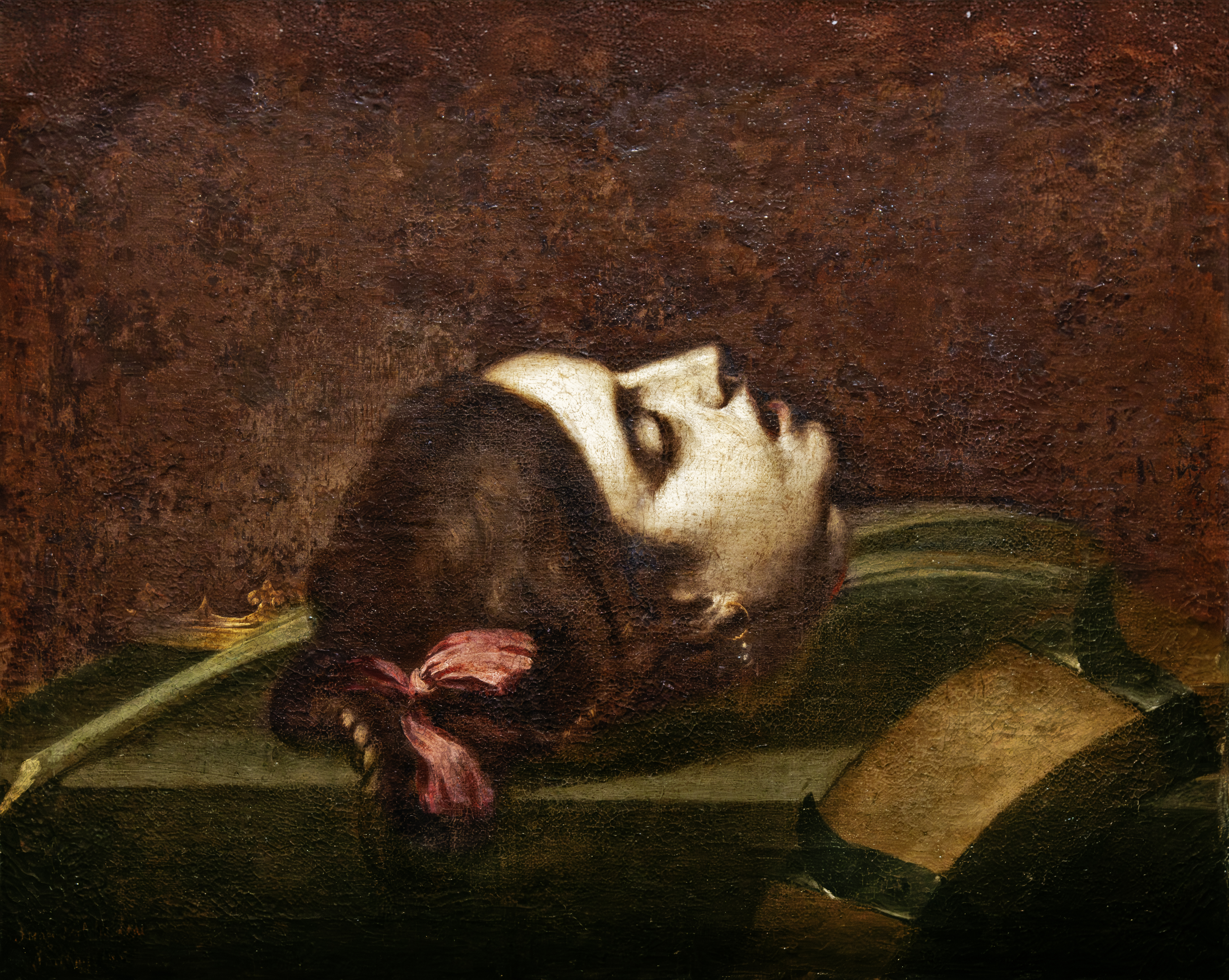
Cabeza de Santa Catalina de Alejandría, Castres, Museo Goya.

Sebastián de Llanos Valdés (circa 1605-1677) fue un pintor barroco español, activo en Sevilla, de donde era probablemente natural, y discípulo según Ceán Bermúdez de Francisco Herrera el Viejo, aunque en su personal estilo la influencia más profunda es la de Francisco de Zurbarán.

## Biografía
Hijo de Sebastián Ruiz y María de la Cruz, según consta por la partida de su primer matrimonio con Jerónima Bernal en 1631, donde figura ya como pintor independiente, debió de nacer hacia 1605 o poco después. Viudo de su primera esposa, en 1633 contrajo nuevo matrimonio con Gregoria de Arellano, del que nació su único hijo, Francisco José de Valdés, que ingresaría en la Orden de Predicadores. Muerta esta, todavía contrajo un tercer matrimonio, en 1649, con María Pellicer, quien le sobrevivió. Antonio Palomino, que no le dedicó biografía, cuenta en la de Alonso Cano que tuvo un desafío con este, a quien tenía alojado en su casa, del que resultó gravemente herido en la mano derecha, siendo esta la razón por la que Cano abandonó Sevilla en 1638.
Aunque se ha dicho que era de origen hidalgo, por lo que siempre hacía constar el don en sus firmas, y que llevó una vida desahogada un tanto al margen de la actividad profesional, viviendo de alquiler en casas de elevado precio, lo cierto es que Llanos aparece en la documentación estrechamente involucrado en la vida gremial sevillana. Así consta que en 1653 fue nombrado alcalde del gremio de pintores de Sevilla y en tal cargo examinó un año después a Cornelio Schut. Se sabe también que recibió a varios aprendices en su taller, entre ellos, en 1656, a Juan Real, a una edad inusual por lo temprana, pues solo contaba nueve años.
Al crear Murillo y Herrera el Mozo la Academia de dibujo en la parroquia de San Lucas en 1660, Llanos Valdés figuró entre sus fundadores, tomando una participación activa en todos los años de su existencia y contribuyendo generosamente a su sostenimiento económico. El año de su creación fue nombrado cónsul, cargo que ostentó de nuevo junto a Juan de Valdés Leal en 1663. Un año más tarde, por desistimiento de este, fue elegido presidente, superando en votos a Cornelio Schut, y en 1668 figuraba aún como presidente, elegido por tercera vez, siendo el pintor que más tiempo estuvo a su frente.
Falleció el 10 de octubre de 1677, tras hacer testamento declarando su voluntad de ser enterrado en la iglesia de la Magdalena, de la que era parroquiano, o en el convento dominico de San Pablo, donde profesó su hijo y fue finalmente enterrado. Y, a pesar de lo que se ha afirmado de su solvencia económica, quizá por haber gastado en exceso, no ordenaba misas, «porque estoy muy pobre», añadiendo que no llevó bienes a su último matrimonio y que los que tenía al presente eran de poco valor, debiéndoselos a su esposa por la correspondiente dote.

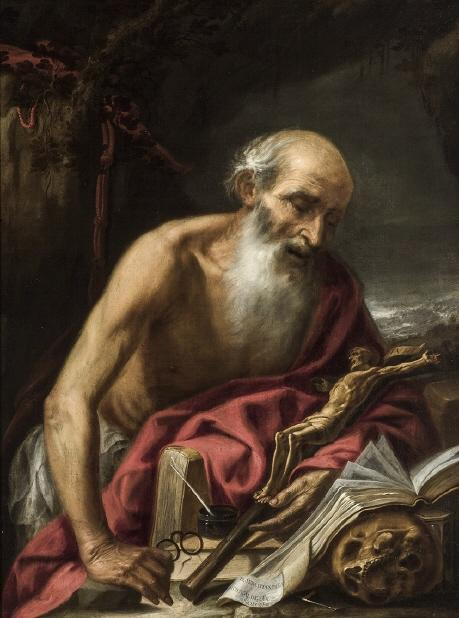
San Jerónimo penitente en su estudio, óleo sobre lienzo,, Sevilla, Museo de Bellas Artes.

## Obra
En la obra de Llanos Valdés, los recuerdos de Herrera el Viejo, presente en los monumentales evangelistas de cuerpo entero de la Casa de Pilatos de Sevilla (Fundación Medinaceli), se ven matizados por las influencias zurbaranescas y las genovesas de Bernardo Strozzi, de quienes toma la iluminación tenebrista y los tipos fuertemente expresivos, como se advierte en la Piedad firmada en 1666 y en el San Juan Bautista ante el Sanedrín, de 1668, ambas en la catedral de Sevilla. En la Virgen del Rosario también de la catedral, el modelo de la Virgen parece directamente tomado de Zurbarán, aunque en ella se advierta también algo de mayor movimiento barroco.
En 1670 fechó las cabezas degolladas de San Pablo y San Juan Bautista de la iglesia del Salvador de Sevilla. El patético efecto de estas cabezas cortadas, destacando de la penumbra por la fuerte iluminación que incide directamente sobre ellas, aunque no fuese un motivo totalmente nuevo, tuvo una gran aceptación en la devoción popular sevillana, conservándose en cierta cantidad réplicas originales o copias de taller, alguna vez atribuidas a Juan de Valdés Leal, a quien se anticipó.